# Corydalis kailiensis
Corydalis kailiensis är en vallmoväxtart som beskrevs av Z.Y. Su. Corydalis kailiensis ingår i släktet nunneörter, och familjen vallmoväxter. Inga underarter finns listade i Catalogue of Life.